# Хомерікі Маріанна Мерабівна
Маріанна Мерабівна Хомерікі (нар. 29 квітня 1997, м. Київ, Україна) — українська комунікаційниця, військовослужбовиця, сержант полку «Азов» Національної гвардії України, учасниця російсько-української війни.

## Життєпис
Маріанна Хомерікі народилася 29 квітня 1997 року в Києві.
Учасниця Революції гідності.
Після Майдану долучилася до пресслужби батальйону «Азов» у Києві. У 2014 році фільмувала перші від'їзди добровольців.
Закінчила факультет соціології Київського національного університету імені Тараса Шевченка.
2017 року долучилася до лав пресслужби полку «Азов» у Маріуполі на посаді прессекретаря загону. Тоді ж стала головним редактором журналу «Національна оборона», який видавався в Маріуполі колективом пресслужби та поширювався серед різних підрозділів сил оборони України в районі ООС. 2019 року підписала контракт з «азовцями» і пройшла ротацію на Світлодарській дузі. Уклала книгу «Широкинська операція. Спогади учасників наступу» (2016).
Від кінця 2019 року до весни 2021 року очолювала пресслужбу полку «Азов». У 2021 році розірвала контракт і повернулася до Києва, де закінчила інститут журналістики КНУ. Працювала редакторкою на українських телеканалах.
У травні 2022 року попросила гурт «Kalush Orchestra» підтримати «Азов» зі сцени пісенного конкурсу «Євробачення 2022».
Нині — співзасновниця та прессекретарка Асоціації родин захисників Азовсталі.